# Emily Eavis
Emily Rose Eavis (26 de julio de 1979) es una promotora musical y feminista británica. Coorganizadora del Festival de Glastonbury, fue incluida en la lista TIME100 Climate 2024 de la revista Time.

## Trayectoria
Hija menor del fundador y organizador del Festival de Glastonbury, Michael Eavis, y su segunda esposa, Jean, se crio en Worthy Farm, Somerset, sede del certamen. En 1985, cuando tenía cinco años, interpretó la canción infantil Twinkle, Twinkle, Little Star en el Festival Pyramid, inmediatamente antes de que la banda británica The Style Council encabezara el cartel. Tras de dejar la Wells Cathedral School, en 1997, comenzó a estudiar magisterio en la Goldsmiths University de Londres. Cuando su madre enfermó de cáncer, pospuso su formación y regresó a casa para cuidarla. Eavis se casó con el manager musical Nick Dewey en agosto de 2009.

### Festival de Glastonbury
En 1999, Eavis comenzó a ayudar a su padre a organizar el festival y se convirtió en coorganizadora del evento. Desde entonces, asumió progresivamente la dirección del festival. En 2007, creó The Park con su pareja, Dewey y en 2008, contrató al primer cabeza de cartel de hip hop del festival, el rapero estadounidense Jay-Z. Eavis y Dewey son responsables de todos los escenarios principales de Glastonbury, y Dewey es el Jefe de Programación Musical del festival.
Otros grupos y artistas de renombre que Eavis y Dewey han tenido en sus eventos musicales han sido: The Rolling Stones, Adele, Bruce Springsteen, Beyoncé, Stevie Wonder, Dolly Parton, Kanye West, Neil Young, Lionel Richie, Blur, Paul Simon, Arctic Monkeys, Electric Light Orchestra, Radiohead, Foo Fighters y Ed Sheeran. Eavis también ha trabajado con artistas africanos y de Oriente Medio en el Pyramid, como Amadou & Mariam, Rokia Traore, Bassekou Kouyate, Songhoy Blues, Baaba Maal y la Orquesta Nacional Siria de Música Árabe.
Eavis ha organizado distintos conciertos para recaudar fondos para Oxfam, incluido un concierto Make Trade Fair, en el Astoria de Londres, en octubre de 2002, donde actuaron Coldplay, Noel Gallagher y Ms Dynamite y un espectáculo en el Hammersmith Apollo, en septiembre de 2004, con REM como cabeza de cartel. También organizó un concierto en oposición a la guerra de Irak, en el Shepherd's Bush Empire en 2003, con la actuación de Coldplay, Paul Weller, Faithless y Ronan Keating.
Además, Eavis ha defendido la igualdad de género en la música y en la representación equitativa en los escenarios de Glastonbury. En 2019, participó en la decisión de Glastonbury de prohibir la venta de botellas de plástico de un solo uso en el festival de ese año, colaborando así en la reducción de los desperdicios.
Es embajadora de Oxfam, del movimiento de igualdad de género Keychange, de la organización benéfica musical PRS Foundation y de Visit Somerset. También es mecenas de la organización benéfica de apoyo a niños en duelo Winston's Wish y del espacio musical y artístico sin ánimo de lucro de Frome, Cheese and Grain.

## Reconocimientos
En 2016, Eavis y su padre Michael recibieron sendas becas honoríficas por parte de la Universidad Goldsmiths de Londres. En 2019, Emily Eavis recibió el premio Contribución Destacada en los Premios Mujeres de la Música en la revista Music Week. También fue nombrada "Genio Divino" en los Premios NME 2020. En noviembre de 2024, Eavis fue incluida en la lista TIME100 Climate 2024 de la revista Time, donde se reconocía a las personas que han logrado avances significativos en la lucha contra el cambio climático a través de su trabajo.